# Micromurexia habbema
Micromurexia habbema је врста сисара торбара из реда Dasyuromorphia и породице Dasyuridae. 

## Распрострањење
Ареал врсте је ограничен на мањи број држава. Врста је присутна у Папуи Новој Гвинеји и Западној Новој Гвинеји (Индонезија).

## Станиште
Станишта врсте су шуме и травна вегетација. Врста је присутна на подручју острва Нова Гвинеја. 

## Угроженост
Ова врста је наведена као последња брига, јер има широко распрострањење и честа је врста.